# Magrane (distrito)
Magrane é um distrito localizado na província de El Oued, Argélia, e cuja capital é a cidade de mesmo nome, Magrane. A população total do distrito era de 36 812 habitantes, em 2008.

## Comunas
O distrito é composto por duas comunas:
- Magrane
- Sidi Aoun